# 八尔滩水库
八尔滩水库是中国四川省南充市南部县大堰乡境内的一座水库，位于嘉陵江小支流东坝河上，建于1960年。水库正常库容为595万立方米，集雨面积为20平方千米，海拔为369.51米。